# Soy yo (álbum de Kany García)
Soy yo  es el quinto álbum de estudio de la cantante y compositora Kany García. El álbum fue lanzado el 18 de mayo de 2018, debutando en la posición cuatro en las listas latinas de álbumes de Billboard. El álbum se incluyó en "Los 50 mejores álbumes de 2018 (hasta ahora) de Billboard Magazine".
Kany comenzó a trabajar en su quinto álbum de estudio en 2017. El 16 de febrero de 2018, lanzó el primer sencillo "Para siempre", la canción fue grabada en Puerto Rico, y el video musical se filmó a fines de 2017 en Madrid, España, con el director Rubén Martín. El día 20 de abril de 2018 fue publicado el segundo sencillo «Soy yo». El 13 de noviembre del mismo año, Kany publicó el vídeo «Banana papaya» junto a Residente.

## Lista de canciones
| N.º | Título                          | Duración |  |
| 1.  | «Arriésgate a intentarlo»       |          |  |
| 2.  | «Bailemos un blues»             |          |  |
| 3.  | «A mis amigos» (con Melendi)    |          |  |
| 4.  | «Sin tu cariño»                 |          |  |
| 5.  | «Confieso»                      |          |  |
| 6.  | «Sácala a bailar»               |          |  |
| 7.  | «Para siempre»                  |          |  |
| 8.  | «Soy yo»                        |          |  |
| 9.  | «Dejarte ir»                    |          |  |
| 10. | «Que viva la gente»             |          |  |
| 11. | «Banana papaya» (con Residente) |          |  |

## Posicionamiento en listas
| Listas                            | Mejor posición |
| --------------------------------- | -------------- |
| Estados Unidos (Top Latin Albums) | 4              |
| Estados Unidos (Latin Pop Albums) | 2              |

## Premios y nominaciones

### Grammy latino
| Premio              | Trabajo nominado | Resultado | Ref    |
| ------------------- | ---------------- | --------- | ------ |
| Canción del año     | Para siempre     | Nominada  | [ 16 ] |
| Álbum del año       | Soy yo           | Nominada  | [ 16 ] |
| Grabación del año   | Para siempre     | Nominada  | [ 16 ] |
| Composición del año | Soy yo           | Nominada  | [ 16 ] |